# 페르디난도 2세 데 메디치
페르디난도 2세 데 메디치(Ferdinando II de' Medici, 1610년 7월 14일 ~ 1670년 5월 23일)는 토스카나 대공국의 5번째 군주이다.

## 생애
페르디난도 2세는 토스카나 대공 코시모 2세와 오스트리아의 마리아 마달레나의 장남으로 태어났다. 그의 조부는 토스카나 대공 페르디난도 1세 데 메디치이며 외조부는 오스트리아 대공 카를 2세이다. 아버지 코지모 2세가 결핵으로 일찍 사망했기 때문에 어머니 마리아 마달레나의 섭정 하에 토스카나 대공으로 즉위했다.
1642년 사촌여동생인 비토리아 델라 로베레와 결혼했지만 부부 사이는 원만하지 못했다.
페르디난도 2세는 유능한 군주는 아니었지만 온화한 성품의 소유자로 아버지과 마찬가지로 과학과 예술에 관심이 깊었다. 그는 지질학자 니콜라우스 스테노가 자신의 저택에서 머물면서 연구를 할 수 있게 해주는 등 학자와 예술가를 후원했으며 치세 중 많은 미술품들을 수집했다.

## 자녀
- 코시모 3세(1642~1723) 토스카나 대공
- 프란체스코 마리아(1660~1711) 추기경

## 같이 보기
- 토스카나 대공국